# لوساتال
لوساتال (به آلمانی: Lossatal) یک شهر در آلمان است که در لایپتسیگ واقع شده‌است. لوساتال ۶٬۵۳۷ نفر جمعیت دارد.